# Charlotte Vignon
Charlotte Vignon (Paris, 19 novembre 1639 - vers 1700) était une peintre de nature morte française.

## Biographie
Elle est née à Paris et est la fille du peintre Claude Vignon et de sa première épouse Charlotte de Leu, elle-même fille du graveur Thomas de Leu. Ses frères et sœurs aînés Philippe Vignon et Claude-François Vignon sont également devenus peintres. Elle a sans doute appris à peindre avec sa famille, mais ses œuvres non signées se composent essentiellement de natures mortes, à la manière de Louise Moillon. Selon les Archives de l'art français, elle était une « artiste assez droite » .
Elle a épousé Joseph Régnault en 1655 et vit à Paris. La date de sa mort n'est pas connue, mais elle est probablement morte à la même époque que ses frères (1701-1703).

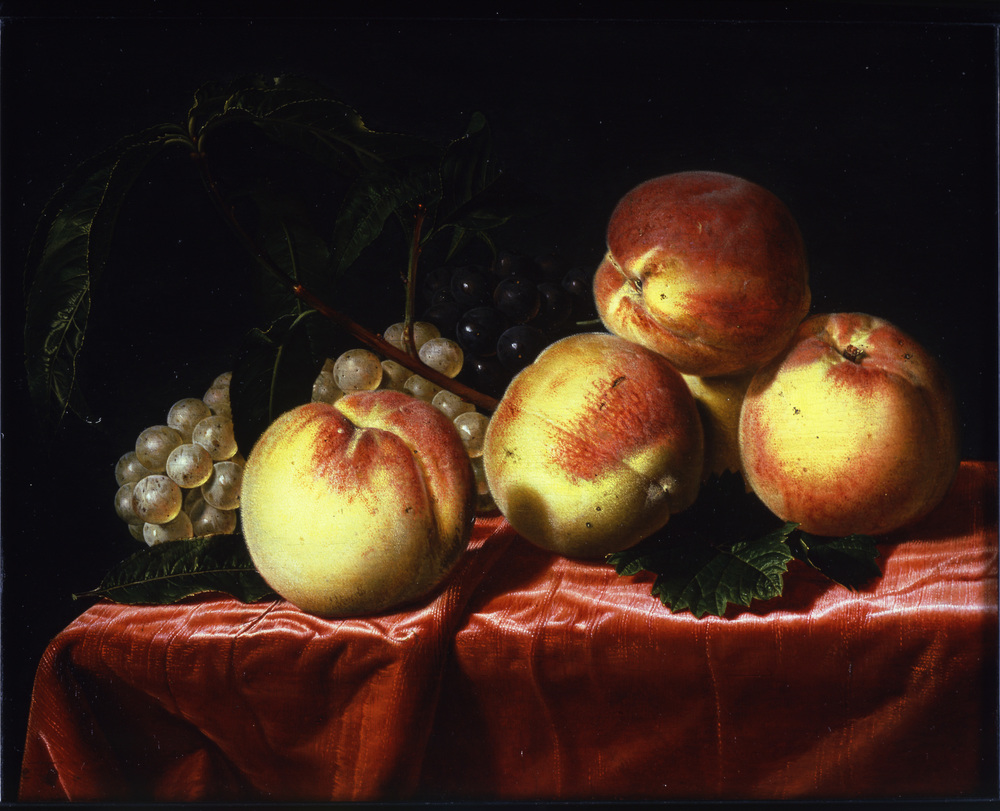
Pêches et raisins sur une table
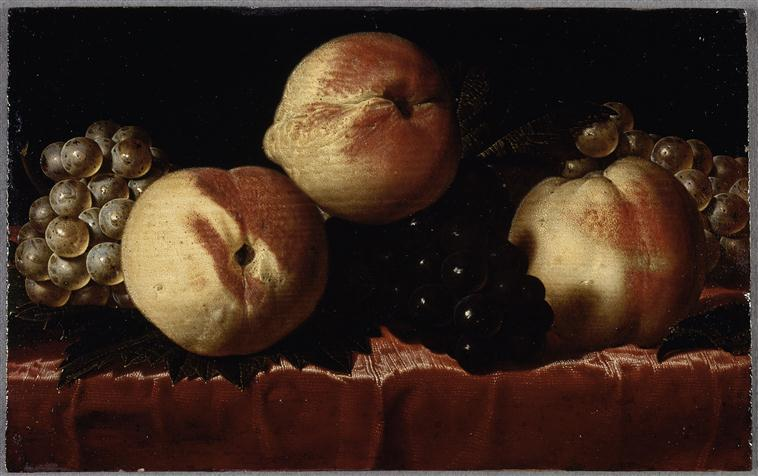
Pêches et raisins, musée des beaux-arts de Rennes